# Too Young
Too Young  (с англ. — «Слишком молодой») — песня американского музыканта Post Malone, выпущенный 9 октября 2015 года на лейбле Republic Records. Сингл входит во второй студийный альбом артиста Stoney (2016). Трек посвящён умершим музыкантом: Кристиан Тейлор, ASAP Yams и Chinx, которые умерли до выпуска сингла.

## История
Post Malone рассказал о треке в интервью Genius:

После смерти ASAP Yams я записал эту песню, так что это своего рода ода ему. Мы не были друзьями, но я думаю, это было так здорово, что он был культурной иконой и вдохновлял так много людей делать то, что они хотели. И он оказал такое влияние на современную молодежь. Я думаю, это трагедия, что он ушел так рано. Я просто подумал, что это правильно — отдать ему должное.
Затем в Далласе умер этот парень Кристиан Тейлор. И он пел эту песню до того, как его убили, и это сюрреалистично. Я жил с ребенком в Далласе, и я не знаю, что произошло, но, судя по всему, полицейские застрелили его, и за пару дней до того, как его убили, он написал текст к моей песне. Это безумный сценарий.
Поклонники сказали, что для них это очень много значит, и я думаю, это здорово, что песня напоминает нам, что мы можем донести до других людей другую точку зрения, и она тоже может что-то значить для них. Каждый может относиться к чему-то определенным образом.
Оригинальный текст (англ.)After ASAP Yams passed I recorded this song, so it’s kind of an ode to him. We weren’t friends but I think it was so cool how he was a cultural icon and he inspired so many people to do what they wanted to do. And he had such an influence on the youth of today. I think it was a tragedy that he went so soon. I just thought it was the right thing, to pay tribute to him.

Then, in Dallas, this kid Christian Taylor passed. And he was on to this song before he was killed, and that is surreal. I was living with a kid in Dallas and I don’t know what happened but apparently the cops shot him and a couple days before he was killed he did the lyrics to my song. That is a crazy scenario.

Fans have said it means a lot to them and I think that’s cool how a song reminds us that we can reach others with a different perspective and it can mean something to them as well. Everybody can relate to something in a certain way.

## Музыкальное видео
Музыкальное видео было опубликовано 22 октября 2015 года на канале Post Malone Vevo.

## Чарты
| Чарт (2016)                                       | Высшая позиция |
| ------------------------------------------------- | -------------- |
| US Bubbling Under R&B/Hip-Hop Singles (Billboard) | 8              |

## Certifications
| Регион                                                                      | Сертификация  | Продажи   |
| --------------------------------------------------------------------------- | ------------- | --------- |
| Канада (Music Canada)                                                       | 2× Платиновый | 160 000   |
| Португалия (AFP)                                                            | Золотой       | 10 000    |
| Великобритания (BPI)                                                        | Серебряный    | 200 000   |
| США (RIAA)                                                                  | 2× Платиновый | 2 000 000 |
| Данные о продажах + прослушиваниях приведены только на основе сертификации. |               |           |